# الفنائية (كتاب)
كتاب الفنائية (بالإنجليزية: Mortality) هو كتابٌ صدر عام 2012 بعد وفاة الكاتب الإنجليزيّ الأمريكيّ كريستوفر هيتشنز، ويتألف من سبعة مقالات ظهرت لأول مرة في مجلة «فانيتي فير» عن صراعه مع مرض سرطان المرئ والذي شُخِّص به عام 2010 ومات به عام 2011. يتكوّن الفصل الثامن من مذكرات متناثرة غير مكتملة، الكتاب من تصدير غراديون كارتر Graydon Carter، محرر مجلة فانيتي فير، وكلمة ختاميّة من كارول بلو Carol Blue أرملة هيتشنز، الموجودة في العمل.

## الوصف
شغل هيتشنز وظيفة المحرر المساعد في مجلة فانيتي فير منذ نوفمبر عام 1992 حتى وفاته. كتب نحو 10 مقالات كل سنة عن مواضيع متنوعة مثل السياسة وحدود تحسين الذات، لقد كتب في كل شيء عدا الرياضة. لذلك شعر بضرورة أن يكتب عن مرضه للمجلة، وتمكّن من إرسال سبع مقالات من «تيمورفيل Tumourville» قبل أن يتغلّب عليه المرض في 15 ديسمبر عام 2011، بعمر الثانية والستين. تتمحور تلك المقالات حول مواضيع مثل خوف الكاتب أن يتوقف عن الكتابة إذا تغلّب عليه المرض، عذاب العلاج الكيميائيّ، تحليل لمقولة نيتشه «ما لا يقتلك يجعلك أقوى»، متعة المحادثة ومعنى الحياة.

## الاستقبال النقدي
كان استقبال الكتاب إيجابيًا من أصدقاء ومعجبي هيتشنز مادحين شجاعته في مواجهة الموت والطريقة التي نقل بها شعوره خلال صفحات الكتاب. وفي مراجعة لامعة عن الكتاب، كتب كريستوفر باكلي صديق هيتشنز في نيويورك تايمز The New York Times واصفًا السبع مقالات بأنها «رائعة ومثل الألماس» وأنها «مُحكَمة الصياغة»، كما كتب أنها «كانت واقعية ومثيرة للشجن بأن نقرأ هذه الكلمات الشجاعة عن العام الذي كان فيه هيتشنز على شفا الموت بقبضة الدخيل (المرض) الذي نجح في إسقاطه بينما لم ينجح في ذلك أي من معارضيه».
كتب كولم توبين في صحيفة ذا غارديان The Guardian عن خبرته بهيتشنز واصفًا إياها بـ«أفضل صحبة في العالم» مزودًا المقال بمديح لكتاب الموت حيث قال عنه: «فعل هيشينز كل شيء في هذا الكتاب لكي يحرص على تحضُّر صوته وقهر أعدائه، وكان العدو في هذه الحالة هو الوفاة وصمتها».
كتب أليكساندر لينكليتر Alexander Linklater في The Observer كلمات مليئة بالثناء، مشيرًا إلى وصف جون غراي John Gray لهيتشنز بأنه «واحد من أفضل كتاب الإنجليزيّة الأحياء»، وكان رد لينكليتر على هذا أنّ الجملة الوحيدة غير المؤكدة في هذا الكلام هو اعتبار هيتشنز قد مات. كما أشار أيضًا أنّ الصراع الحقيقيّ في كتاب الوفاة ليس مع الوفاة، وإنما محاولة هيتشنز ألا يحيد عن النتائج المنطقيّة لفلسفته الماديّة. لقد كان خائفًا أن يفقد ذاته، أن يصبح معتوهًا يغير وجهة نظره في آخر حياته بقول بعض العبارات الدينيّة التي ترضي أعداءه. الصراع الحقيقيّ كان أن يبقى ذاته في مواجهة مرضه بقدر ما يستطيع.
وفي مراجعة إيجابيّة أخرى عن الكتاب، جاءت من المجلة التي بدأ فيها هيتشنز حياته العمليّة، مجلة «نيو ستيتسمان The New Statesman» كتب جورج إيتون George Eaton عن هيتشنز أن عمله الأخير سيخلد في التاريخ.

## روابط خارجية
- الموت على موقع الموسوعة البريطانية (الإنجليزية)